# 斯派羅克 (加利福尼亞州)
斯派羅克（英語：Spyrock）是位於美國加利福尼亞州門多西諾縣的一個非建制地區。該地的面積和人口皆未知。

## 地理
斯派羅克的座標為39°52′36″N 123°26′38″W / 39.87667°N 123.44389°W，而該地的平均海拔高度為259米（即850英尺）。